# 卡爾·鮑爾溫 (梅克倫堡-施特雷利茨)
卡爾·鮑爾溫（德語：Karl Borwin，1888年10月10日—1908年8月24日），梅克倫堡-施特雷利茨大公阿道夫·腓特烈五世的次子，母親是安哈特的伊莉莎白。

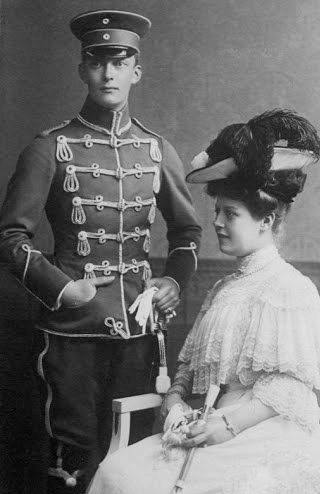
卡爾·鮑爾溫與姐姐瑪麗

1908年，卡爾·鮑爾溫的姐姐瑪麗因丈夫格奧爾格·賈梅特爾的婚外情提出離婚。作為反擊，賈梅特爾將瑪麗年少時未婚懷孕的消息公諸於世；卡爾·鮑爾溫為了捍衛姐姐的名譽，與賈梅特爾進行決鬥，最終遭到槍殺。